# Ema Strunjak
Ema Strunjak, född 24 september 1999, är en kroatisk volleybollspelare (center).
Coneo spelar med Kroatiens landslag och har med dem deltagit i EM 2021, VM 2022 och EM 2023. Hon har spelat med klubbar i Kroatien, Italien, Ungern och Turkiet.